# Stjärnorna i Öster
Stjärnorna i Öster är en låt av Ola Salo som fotbollslaget Östers IF använder som inmarschlåt till sina matcher sedan september 2012.
Låten spelades in i Malmö tillsammans med en kör och finns i två versioner varav en är enbart körversion. Ola Salo framförde låten live innan den första matchen på nya Myresjöhus Arena den 3 september 2012.